# Cissus paniculata
Cissus paniculata là một loài thực vật hai lá mầm trong họ Nho. Loài này được (Balf.f.) Planch. miêu tả khoa học đầu tiên năm 1887.